# Трансформери: Прайм
Трансформери: Прайм (англ. Transformers: Prime) — анімаційний серіал про трансформерів, знятий з використанням комп'ютерної графіки. Продовжує сюжетну лінію гри Transformers: Fall of Cybertron. Показ перших двох серій відбувся 26 листопада 2010 року на американському телеканалі Hub Network (як рекламний уривчастий показ).

## Українське закадрове озвучення

### Багатоголосе закадрове озвучення студії на замовлення телеканалу «QTV»
Мультсеріал озвучено студією телеканалу «СТБ» на замовлення телеканалу «QTV» у 2013—2014 роках.
- Ролі озвучували: Володимир Кокотунов, Роман Чупіс і Наталія Задніпровська.

## Сюжет

### 1 сезон (2010—2011)
Ворожнеча автоботів і десептиконів отримує новий імпульс, коли Меґатрон виявляє на Землі багаті поклади темного енергону, вкрай рідкісного в їх рідному світі. Його властивості дозволяють повертати до життя мертвих трансформерів, перетворюючи їх в механічних зомбі. У нерівному бою з вехіконами гине автобот Кліффджампер, а його тіло стає об'єктом для жахливих дослідів з воскресінням. Прагнучи захопити Землю, десептикони будують Космічний Міст — телепорт — на Кібертрон і там підіймають армію мерців, але автоботи встигають знищити цей портал. Разом з ними зникає і Меґатрон, а його заступник і вічний заздрісник Старскрім проголошує себе новим лідером десептиконів.
На превеликий жаль для Старскріма, Меґатрон, знайдений ним в космосі, ще подає ознаки життя, і йому доводиться доставити його назад на корабель. Поки Меґатрон знаходиться в ком анабіозі, Старскрім звикає до ролі ватажка десептиконів. Втім, ніхто не проявляє захоплення з цього приводу, і він намагається зміцнити свою владу, закликаючи помічників, оживляючи грізного воїна Скайквейка, використовуючи надпотужну зброю в Арктиці й намагаючись позбутися майже мертвого тіла Меґатрона.
Серіал знайомить глядачів з безліччю нових персонажів, в основному негативних, але не менш цікавих, розповідає про дружбу Балкгеда й Уілджека, Арсі і її давню ворожнечу з Ейрахнід.
Активну участь в подіях беруть троє дітей; вплутавшись за збігом обставин під час війни роботів, вони надають посильну допомогу автоботам (попутно створюючи для своїх механічних друзів одну проблему за іншою). У героїв з'являються і нові супротивники в особі людської організації МЕХ, очолюваної божевільним військовим Сайлесом. Через нещасний випадок зараження Оптімуса кіберчумою на знайденому кораблі автоботи змушені шукати ліки для нього у свідомості Меґатрона, і через низку подій це призводить до відродження їх обох, а Старскрім, ставши жертвою власних підступів, позбавляється свого недовгого лідерства і лише дивом залишається в живих. Проте він продовжує плести інтриги, і Меґатрон зрештою вирішує стратити зрадника. Щоб обійтися без зайвих свідків, він веде Старскріма в енергонну шахту, однак через дії автоботів і обвал склепіння не встигає виконати задумане і виявляється засипаним; Старскрім же вперше рятує Меґатрона і тим заслуговує право жити далі. Але незабаром він тікає від десептиконів, не бажаючи більше нікому служити.
Деякий час по тому на Землі вибухає ціла серія катастроф, а темний енергон вивергається прямо з надр. З'ясовується, що древнє зло Юнікрон, трансформер космічних масштабів, — це і є Земля, вірніше, її ядро. І тепер він прокинувся. Намагаючись зупинити кінець світу, автоботи й десептикони працюють разом, але, приспавши Юнікрона енергією з Матриці Лідерства, знову стають ворогами. Виснаживши всю свою енергію під час битви, Оптімус втрачає пам'ять і сили, однак Меґатрон замість того, щоб тут же вбити його, забирає його на свій корабель, вселяючи думку, що Оптімус — архіваріус Оріон Пакс.

### Сезон 2 (2012)
Втративши пам'ять про цілі століття свого життя, Оптімус вважає себе більш ранньої своєю версією, яку звали Оріон Пакс. Звертаючись до його знань і досвіду архіваріуса, Меґатрон дає йому завдання знайти координати розкиданих на Землі реліквій Іаконо (столиці автоботів), а потім має намір його прибрати, бо «Оріон» поступово починає ставити занадто багато питань (особливо після того, як випадково зустрічається із Старскрімом, який, за словами Меґатрона, давно загинув). Джек Дарбі відправляється на Кібертрон, щоб заново завантажити пам'ять Оптімуса, і той знову знаходить себе і повертається до друзів.
У лавах війська десептиконів відбуваються зміни: місце Старскріма в команді займає Дредвінг, а Брейкдаун гине під час спроби ліквідації Ейрахніди. Крім того, загін поповнюється напіврозумною, але могутньою армією інсектіконів. Ейрахніда ж зазнає поразки від Арсі, яка поміщає її в стазисну капсулу.
Намірившись створити власного трансформера, організація МЕХ співпрацює зі Старскрімом, дізнається від нього тонкощі фізіології кібертронців і викрадає в Бамблбі його шестерню трансформації. Бамблбі втрачає здатність перетворюватися на машину, але згодом йому вдається повернути собі цей орган і знищити перший прототип земного трансформера. Розлючений невдачею, в якій звинувачує Старскріма, Сайлес наказує вилучити аналогічну деталь у нього самого. У результаті Старскрім стає інвалідом і більше не здатен перетворюватися на літак. Отримавши необхідну деталь, «Механіка» зрештою створюють власного трансформера — Немезіс Прайма, який виглядає майже як точна копія Оптімуса, але керується за допомогою пульта і не має власної волі. Вони провокують автоботів на бойові дії, але в підсумку втрачають і Немезіса, і самого Сайлеса.
Тим часом Старскрім, оселившись на руїнах транспортного корабля десептиконів «Провісник», намагається вести самостійне життя: шукає енергон, створює власних клонів і докучає Меґатрону. Іноді йому доводиться співпрацювати з автоботами, надаючи їм цінну інформацію про плани своїх колишніх соратників — як плату за медичну допомогу. Для десептиконів же він відтепер один із головних ворогів.
Старскрім також бере участь у перегонах за кіберторонські артефакти й здобуває майже невразливу броню, завдяки якій ледь не вбиває Оптімуса та Дредвінга. Тим часом Бамблбі й Арсі відбирають у Нокаута інший артефакт — фазовий перемикач, що дозволяє проходити крізь матерію або, навпаки, бути недосяжним, що робить його ідеальним для шпигунських операцій у тилу ворога. А Ретчет і Вілджек зазнають поразки від Саундвейва, втрачаючи ультразвукову зброю десептиконів — резонансний бластер.
Четвертий артефакт виявляється непридатним для використання: це високотоксична речовина Tox-N, яку десептикони колись застосовували як зброю масового ураження. Під час спроби її знищення Балкгед зазнає тяжких поранень у бою з інсектіконом Хардшеллом і опиняється на межі смерті. Дізнавшись про це, Вілджек і Міко вирішують помститися. У сутичці з Хардшеллом Вілджек програє, але Міко, керуючи кораблем, розстрілює інсектікона ракетами — і той гине від її рук.
Згодом до автоботів приєднується новий воїн — елітний гвардієць Кібертрона, на ім'я Смоукскрін. У бою зі Старскрімом він позбавляє того невразливої броні, хоча замість неї Старскрім здобуває червоний енергон, що надає трансформерам надшвидкість.
Організація МЕХ тим часом воскрешає Сайлеса в тілі Брейкдауна. Проте він швидко розправляється з ними, вважаючи їх непотрібними, і викрадає у військових свою власну розробку — експериментальний лазерний супутник «Дамокл», який разом із десептиконами використовує як зброю проти автоботів. Але операція зазнає поразки. За цю невдачу Меґатрон передає його Нокауту як «піддослідного кролика» — на втіху останньому, який прагнув помститися за свого полеглого напарника, не ризикуючи власним життям.
У черговій сутичці з десептиконами, Оптімус заволодіває одним з найсильніших артефактів Іаконо — Зоряним Мечем, сили якого було досить, щоб завдати шкоди бойовому крейсеру десептиконів. З нього ж Оптімус дізнається одкровення, що артефакти доставив на Землю Альфа Тріон, який мав пророцтвом, що одного разу Оптімус зможе їх тут знайти. Меґатрон вчиняє святотатство: викрадає з гробниці Праймів руку одного з них, що дозволяє йому скористатися Молотом Солус Прайм. Створивши собі копію Зоряного меча з темного енергону — так званий «Руйнувач Прайм», — Меґатрон у поєдинку з Оптімусом знищує оригінал. Водночас автоботам (зокрема Смоукскріну) вдається здобути три з чотирьох Омега-ключів, здатних відновити їхню батьківщину. Підступний Старскрім, обдуривши автоботів, стає володарем усіх чотирьох ключів. З цим даром він з'являється на борту «Немезиди», маючи намір поторгуватися з Меґатроном. Однак той, щоб уникнути нових несподіванок, піддає Старскріма психозондуванню, аби з'ясувати його справжні наміри. Результати зондування виявляються приголомшливими: з'ясовується, що майже всі члени команди вели подвійну гру. І все ж, розуміючи, що в боротьбі за відновлення Кібертрона знадобиться кожен десептикон, Меґатрон вирішує утриматися від репресій і дозволяє Старскріму повернутися до лав команди, відновивши його на попередній посаді. Дредвінг, розгніваний відкритими зрадами та подробицями смерті свого брата, прагне помсти й намагається вбити Старскріма, однак Меґатрон заступається за нього і сам вбиває Дредвінга.
За допомогою Молота солус Прайм, отриманого від Дредвінга, Оптімус переробляє земної міст-портал в космічний і виковує новий Зоряний Меч. Автоботи, озброївшись усіма знайденими раніше артефактами, переміщуються на Кібертрон. Там вони винищують добру половину армії десептиконів і повертають собі Омега-ключі, однак Меґатрон бере в заручники Джека, Міко і Рафа, і автоботам доводиться віддати йому ключі, щоб врятувати життя дітям. Десептікони починають відновлення Кибертрона. Після цього, Меґатрон відкриває над Омега-Замком космічний міст і направляє промінь енергії на Землю, бажаючи «кіберформіровать» її (тобто перетворити її на подобу Кібертрона, попутно знищивши всю органіку, в тому числі і людей), і правити двома світами замість одного (Меґатрон знав, що Земля і Кібертрон завжди були пов'язані як дві половини єдиного цілого — Праймус і Юнікрона, тому правити однією — це не означає правити по-справжньому). Оптімус відрубує Меґатрон руку Прайм з спаплюжений гробниці і зламавши Омега-Замок, повертається з іншими автоботами на земну базу. Але координати бази тепер відомі десептиконам, і Меґатрон посилає «Немезіда» ліквідувати її. Оптімус відправляє дітей і автоботів в безпечні місця, а сам залишається, щоб зруйнувати космічний міст і гарантувати, що десептикони не влаштують переслідування за його товаришами, і тут Меґатрон пострілом з головного знаряддя «Немезіди» зносить базу дощенту. У фінальній сцені показані Меґатрон і Старскрім на руїнах автоботської бази «Омега-1», а неподалік, посеред уламків — злегка іскриста рука Оптімуса.

### Сезон 3— Мисливці на Звірів (2013)
Зібравшись з силами і об'єднавшись, автоботи спільно з людьми починають операцію зі знищення Даркмаунта — бастіону десептиконів. Операція завершується чистим успіхом: Даркмаунт перетворився в руїни, десептикони змушені залишити його і евакуюватися на «Немезіда». У бою бере участь і Оптімус — відновлений і вдосконалений Смоукскріном за допомогою Молота солус Прайм, він знову очолює автоботів.
Пізніше автоботи з'ясовують, що кібертронські дракони були переправлені Шоквейвом на Землю для охорони покладів Енергон за наказом Меґатрона, а їх існування поклало початок людським міфам і легенд, що служить черговим доказом того, що минуле Землі і Кибертрона пов'язано. Оптімус, Бамблбі і Смоукскрін відправляються за останками драконів, щоб позбавити десептиконів можливості відродити їх. Їх місія увінчалася успіхом лише частково: завдяки швидкій реакції Саундвейва у десептиконів залишається досить генного матеріалу для створення нового Предакони.
Трохи пізніше, Старскрім і Нокаут, експериментуючи з синтетичним і темним енергоном в надії створити супер-солдата, випадково роблять з Сайлес — терроркона-вампіра з постійною жагою Енергон. Звільнившись, той нападає на вехіконов і висмоктує з них енергон, перетворюючи їх у таких же, як і він сам, террорконов-вампірів. У пошуках Енергон терроркон-Сайлес звільняє укладену в стазіс-кокон Ейрахніду, але сам гине від її руки. Ейрахніда закликає до себе інсектіконів, проте Саундвейв за допомогою телепорту відправляє павучихою з усією її армадою на одну з лун Кибертрона. [8]
Незабаром виявляється, що створений Шоквейвом Предакони насправді — розумний трансформер, якого звуть Предакінг. Дізнавшись, що скоро армія десептиконів поповниться його родичами, Предакінг просить Меґатрона дозволити йому командувати ними як королю. Меґатрон погоджується, але пізніше, по секрету від Предакінга, збирає військову раду, на якому десептикони приходять до висновку, що Предакони занадто сильні і погано піддаються контролю, а тому їх потрібно знищити. Старскрім пропонує реалізувати задум силами автоботів, аби гнів Предакінга за загибель його побратимів був спрямований на них, тоді як десептикони прикидатимуться непричетними. Автоботи прибувають на Енергоновини «шахту», нібито знайдену десептиконами. Ультра Магнус і Уілджек знаходять дезактивованих Предакони і знищують їх, підірвавши штучний енергон, раніше доставлений туди Нокаутом. Однак покинути печеру їм не дає прибув на місце Предакінг; розлючений, він кидається в бій з двома автоботами. Цей бій закінчується «нічийним рахунком»: автоботам вдається врятуватися (за допомогою Оптімуса Прайм), але Предакінг віддавив руку Ультра Магнуса, (через що йому згодом довелося замінити її протезом), а також вони позбавляються Молота солус Прайм, зламаного Предакінгом. Шоквейв доповідає Меґатрон, що не зможе відновити жодного монстра, але зате в результаті вибуху штучного Енергон і його впливу на Предакони утворилася кібертронская матерія в чистому вигляді, як той вид, що створила бастіон «Даркмаунт» на Землі. Меґатрон вирішує використовувати її для відновлення Кибертрона і кіберформірованія Землі, і зосереджує сили, що залишилися десептиконів на реконструкції Омега-Замку.
Старскрім збирає загін для захоплення декількох важливих земних механізмів. В ході операції Саундвейв потрапляє до автоботам під арешт; щоб не видати ворогам цінні відомості десептиконів, він стирає всі файли власної пам'яті і впадає в анабіоз. Що ще гірше, він перемістив свою свідомість в екзоскелет Лазербіка і став стежити за агентом Фоулером. Знайшовши таким чином своє тіло (і перемістивши свідомість назад в нього), він влаштував погром в штабі автоботів, «вирубавши» Фоулера, Балкгеда і Смоукскріна і взявши Ретчета в заручники. Завдяки Предакінгу, десептикони отримали другий механізм. Меґатрон переконує Ретчета допомогти їм у відновленні Кібертрона. Тим часом автоботи готують операцію з порятунку свого товариша.
Ретчет, створивши точну формулу синтетичного Енергон, влаштовує вибух в лабораторії Шоквейва, але при спробі до втечі був схоплений Меґатроном і переданий на розправу Предакінгу. Однак після того, як Ретчет доводить Предакінгу, що справжніми винуватцями смерті його побратимів є десептикони, Предакінг в сказі кидається на пошуки Меґатрона, щоб звести з ним рахунки. Поки вони б'ються, Ретчет вдається зв'язатися з автоботами і зняти захист «Немезіди». Автоботи відправляються штурмувати корабель десептиконів. Меґатрон, за допомогою Старскріма здолавши Предакінга, готується до останнього бою з автоботами. Починається вирішальна битва, в ході якого Меґатрон вбиває Бамблбі. Однак об'єднані сили автоботів і людей беруть велику перемогу — Бамблбі, відродившись завдяки кібер-матерії і знову здобувши голос, вбиває Меґатрона за допомогою Зоряного Меча, Саундвейв зникає в «Зоні Тіні», і тільки Старскріму, Шоквейву і Предакінгу вдається врятуватися. Нокауту ж заарештовують автоботи.

### Трансформери Прайм: Мисливці на чудовиськ— Повстання Предаконів
Восени 2013 року був випущений анімаційний фільм «Трансформери Прайм: Мисливці на чудовиськ — Повстання Предаконів», що продовжує і завершує події серіалу. Основою сюжету фільму стало нове пробудження Юнікрона і його спроба знищити Кібертрон остаточно. Пізніше фільм був показаний у вигляді трьох окремих епізодів.
Автоботи на Кібертроні святкують велику перемогу. У цей час, на Землі їх старовинний ворог — Юнікрона — воскрешає Меґатрона і захоплює його тіло і розум, щоб його руками знищити ядро Кибертрона — іскру Праймуса. Поки Оптімус Прайм і Уілджек розшукують в космосі «Велику Іскру», що дозволяє повернути життя на Кібертрон, а решта автоботів займаються відновленням зруйнованого, що залишилися на волі Шоквейв і Старскрім створюють нових Предаконів — Даркстіла і Скайлінкса. Їх родич, Предакінг, в пошуках побратимів стикається з прибулим на Кібертрон Юнікрона. Після нетривалої, але жорстокої сутички Юнікрон, здолавши Предакінга, викачує з його розуму інформацію про кладовище предаконів і оскверняє його, оживив мертвих механічних драконів за допомогою Темного Енергону і зробивши з них зомбі-террорконов. У Криниці Іскр зав'язується запеклий бій автоботів і що приєдналися до них Предакони з ордою Юнікрона. Результат битви вирішує поява Оптімуса, який хитрістю перемагає Юнікрона, змусивши його дух покинути тіло Меґатрона. Знову ставши самим собою, Меґатрон покидає лави Десептеконів, з словами «Я впізнав справжнє значення теранії, і більше не прагну її» і летить у невідомий напрямок. Нокаут остаточно приєднався до команди Прайм. Предакінг, Даркстіл і Скайлінкс полетіли за Старскрімом «за все добре, що він зробив». Оптімус, злився з іскрою Праймуса, кидається в ядро планети, приносячи себе в жертву заради відродження життя на Кібертроні. (Його іскру врятували Прайми і відправили до себе у так званий «Вимір Праймів») Фільм закінчується словами Оптімуса: «Головне — не оплакуйте моєї відсутності, в глибині моєї Іскри, я знаю, що це не кінець. А лише новий початок. Простіше кажучи — чергова трансформація».

## Серії

### Огляд серій
|  | 1 | 26 | 29 листопада 2010 | 3 грудня 2010  |
|  | 2 | 26 | 11 лютого 2011    | 15 жовтня 2011 |
|  | 3 | 13 | 22 березня 2013   | 26 липня 2013  |

## Сиквел
Трансформери: Роботи під Прикриттям — це американський анімаційний телесеріал для дітей виробництва Hasbro Studios і Darby Pop Productions в Сполучених Штатах, і натхнений Polygon Pictures в Японії. Це продовження Трансформери: Прайм, хоча він має інший стиль анімації. Роберто Орсі і Алекс Куртцман (виконавчі продюсери 'Трансформери: Прайм) не повернулися в нові серії. Hasbro підтвердила швидкий вихід нового мультсеріалу про трансформерів, дія якого розгортатиметься через три роки після подій повнометражного мультфільму. Оптімуса вже немає в живих, і лідерство на себе бере Бамблбі, який і буде головним героєм серіалу. Також основними персонажами будуть хуліган Сайдсвайп, Міні-кон Фіксит, Динобот Ґрімлок і кадет елітної гвардії жіночої статі Стронґарм. Також було підтверджено появу десептиконів. Відомі на даний момент Стілджо, Псудо, Сандерхуф, Андербайт, Фрекче, Чоп Шоп, Скоул (родич Ґрімлока) і Гаммерстрайк, Меґатронус. Одними з основних персонажів також стануть люди — хлопчик Рассел Клей і його батько Денні. У серіалі буде задіяний персонаж Геллер, трасформер-ізгой. У Китаї показ мультсеріалу почався в кінці грудня 2014 тому стали доступні 5-хвилинні уривки з перших 13-ти серій, в них були помічені автоботи Джаз, Дріфт і Віндблейд.

## Дизайн персонажів
Дизайн трансформерів являє собою в більшості випадків усереднення між версіями мультсеріалу «Transformers Animated», «фільму» і гри «Transformers: War for Cybertron» з додаванням нової стилізації, і при цьому разюче відрізняється від їх зовнішності в оригінальному серіалі «G1». Якщо персонаж був відсутній в цих джерелах, його зовнішній вигляд для «Transformers Prime» модифікувався на основі дизайну «G1» (Уілджек, брейкдаун, Смоукскрін, Шоквейв). Якщо це був абсолютно новий герой, що раніше не з'являвся на екрані (такими є, наприклад, Скайквейк і Ейрахніда), як прототип бралися персонажі ранніх коміксів або «неканонічних» серіалів (так, Нокаут по зовнішності нагадує Террорзавра і Ренсака). Деякі герої також придбали абсолютно новий вигляд, відмінний і від фільму, і від серіалу (Старскрім, Арсі, Саундвейв, Лазербік, Предакінг).

## Місце дії
Практично майже всі події серіалу відбуваються на Землі. Все починається в невеликому місті Джаспері в штаті Невада. Це тихе, мирне провінційне містечко, де ніколи нічого не відбувається; непосида Кліффджампер навіть охрестив його «Скукотвіллем» (англ. Dullsville ) [13]. Так само думає і місцевий житель Джек Дарбі, шістнадцяти років від народження. Але дуже скоро йому доводиться змінити свою думку, коли з'ясовується, що в горах, неподалік від Джаспера, ховається база інопланетних роботів. Незабаром Джек починає проводити тут весь свій вільний час (коли не ходить в школу і не торгує гамбургерами в придорожній закусочній).
У другому сезоні місцем дії стає також Кібертрон — рідна планета трансформерів. Тут він виглядає зовсім не так, як в «G1» — його поверхня покрита руїнами, а атмосфера отруйна для людини.

## Додаткові матеріали
Через своєї популярності серіал отримав кілька додаткових роликів, показаних на каналі «The Hub», які можна розділити на кілька груп:
- «Історія Стамблбі» — розповідь про десептиконів, угіддя в яму зі скраплетамі.
- «Запитай Меґатрона» — Меґатрон відповідає на різні питання, надіслані телеглядачами.
- «Зустріч з персонажами» — короткі біографії персонажів, які продовжують виходити на каналі «Hub» і на офіційному трансформерському каналі на YouTube.
- «Святкові ролики» — ролики по 30 секунд на святкову тематику. Випускаються безпосередньо перед святами.

Все це 20-секундні ролики, їх відеоряд нарізаний з різних серій, українською мовою не перекладалися.

## Ігри
- За мотивами мультсеріалу розроблена гра з картками, яка називається " Transformers: Prime — Максимальне прискорення ". Ігровий комплект включає в себе 269 карток, які діляться на 4 групи: «звичайні» картки із зображенням персонажів серіалу,«рідкі» (з алюмінієвим покриттям), «суперрідке» (світяться в темряві, мають опуклий малюнок, змінюються під впливом тепла, пахнуть, якщо їх потерти) і ультрарідке (містять переливні сцени з серіалу). У комплект входять також бонусні картки, використання яких в ході гри змінює показники персонажів, зменшуючи або збільшуючи їх.
- У жовтні 2012 року компанія Activision випустила гру за мотивами серіалу Transformers: Prime — The Game.

## Факти
- Однією з особливостей серіалу є надзвичайно високий «рівень смертності» серед персонажів: буквально на очах глядачів гинуть двоє автоботів (Кліффджампер і Тейлгейт), семеро десептиконів (Скайквейк, Мейкшіфт, Брейкдаун, Хардшелл, Дредвінг, Фірсторм, Меґатрон) і кілька людей (Сайлес і всі члени його команди), а що стосується вехіконов і інсектіконів, то їх убивають по кілька штук в кожній серії. Особливо «рівень смертності» підвищується в останніх двох серіях другого сезону, де гинуть кілька сотень вехіконов. Проте, на DVD-дисках із записом «TF Prime» є позначка «0», що означає, що вони дозволені для перегляду дітям будь-якого віку.
- Зазвичай Меґатрона власноруч перемагає / вбиває Оптімус Прайм (або його «спадкоємець» Родімус Прайм), але в цьому серіалі винуватцем його загибелі стає рядовий автобот Бамблбі.
- У 2-й серії 2-го сезону на малюнку був показаний Ультра Магнус (хоча «власною персоною» він з'явився тільки в 3-му сезоні).
- Під час розробки серіалу Брейкдаун звали Лаґнатом, а Балкгеда — Айронхайдом.
- В японській адаптації серіал зазнав істотних змін. Деякі сцени були вирізані через більш довгих вступної і завершальної заставок, загальна атмосфера серіалу була зроблена менш похмурою, а образи персонажів і діалоги перероблені, щоб серіал став більш підходящим для дитячої аудиторії. Також були додані два нових фрагмента: «From the Cybertron Satellite, Transformers Division» («З супутника Кибертрона, дивізія трансформерів»), в якому п'ять дівчат з поп-групи «Tokyo Girls 'Style» дізнаються щось нове про трансформерів, і «Arms Micron Theater» («Театр Міні-Конів — таргетмастерів») — півхвилинної ролики про Міні-Конах, якими непомітно для всіх є зброя трансформерів. В адаптацію увійшли тільки перші два сезони, кінцівка другого була перероблена для щасливого завершення серіалу. Поки невідомо, яким чином в Японії будуть випущені залишилися 13 серій і повнометражний мультфільм.
- На відміну від більшості серіалів про трансформерів, назви серій не вказані в них самих, а публікуються телеканалом «Hub».
- За кількістю серій (65) даний серіал поступається тільки мультсеріалу «G1», що складається з 98 серій.
- Подальша доля Ейрахніди і Саундвейва викликає питання, оскільки в повнометражному мультфільмі вони навіть не згадувалися. Саундвейв з'являється в «робот під прикриттям». Йому вдалося втекти з «Зони Тіні» і замкнути там Бамблбі, але автоботи зуміли відправити його назад.
- У повнометражному мультфільмі «Predacons Rising» є епізод, коли відроджений Меґатрон піднімається з дна океану. Це дуже близько нагадує аналогічний епізод з фільму «Трансформери 2: Помста полеглих».
- Лиходій Мандарин з мультсеріалу «Залізна людина: Пригоди в броні» зовні схожий на Саундвейва.
- Супергравець з сьомого сезону мультсеріалу «Черепашки ніндзя: Нові пригоди» зовні нагадує Вехікона.
- Контакти Меґатрона з Юнікрона є відсиланням до першого повнометражного мультфільму про трансформерів «The Movie».
- У серії «Самозванець Прайм» Фоулер, перебуваючи в машині, слухав пісню Стена Буша «The Touch», раніше звучала в мультфільмі «Трансформери: The Movie».
- У зовнішності деяких трансформерів, чий дизайн був розроблений «з нуля», є риси персонажів як з всесвіту «Першого Покоління» так і з інших трансформерських всесвітів. наприклад:
  - Особа Арсі нагадує обличчя Ейрезор з «Битв Звірів»
  - Забарвлення десептикона Дредвінга переважно з синього і червоного кольору. Така-ж забарвлення у Сандеркрекера з «G1»
- Сцена повнометражного мультфільму, коли Оптімус стрибає в «Колодязь Всіх Іскор», нагадує практично анологічну сцену в «Звіроботах».